# Stagepool
Stagepool (av företaget skrivet StagePool) är ett aktiebolag som grundades år 2000 av musikalartisterna Anna-Clara Blixt Modin (Sales Manager) och Thomas Flores (Business Development Manager). Stagepool hjälper artister över hela Europa att hitta jobb inom underhållningsbranschen och producenter att hitta artister och annan arbetskraft till film, musikal, teater, reklam, konsert och musikbranschen.

## Tjänsten
Tjänsten som är helt webbaserad publicerar jobbannonser inom underhållningsbranschen. De flesta annonser gäller auditioner till, och rollbesättning av film, TV, reklam och scenproduktioner i västra och norra Europa. Tjänsten är uppdelad på en gratistjänst, så kallad "Freemium", och en betaltjänst, så kallad "Premium". Förutom annonseringsplattformen tillhandahåller företaget även en omfattande artistkatalogtjänst. 2017 startade Stagepool ett samarbete med brittiska motsvarigheten Spotlight.com för att erbjuda tjänsten Spotlight Network för skandinaviska och tyskspråkiga skådespelare.

## Marknader
Företaget har cirka 50 anställda fördelade på två kontor i Värtahamnen i Stockholm och i centrala Berlin. Den tyska etableringen startade redan 2001 i Aachen och sedan Köln fram till 2013. Stagepools primära marknader är det tyskspråkiga rummet som inkluderar Tyskland, Österrike och Schweiz, och Skandinavien. Stagepool har även engelskspråkiga kunder i andra europeiska länder. 

## Ägare och ledning
Bland Stagepools övriga ägare finns Abba-medlemmen Björn Ulvaeus Kopparnäset AB, finansmannen Erik Pensers Yggdrasil AB och holländska mediemagnaten Joop van den Endes Stage Entertainment. VD är Magnus Modin. Styrelseledamöter är bland annat Pricerunners grundare Kristofer Arwin och GI-profilen Ola Lauritzson.